# Filip Forsberg
Carl Filip Anton Forsberg, född 13 augusti 1994, är en svensk professionell ishockeyspelare och spelar för Nashville Predators i NHL (2022). Forsberg valdes av Washington Capitals i första rundan (11:e totalt) vid NHL Entry Draft 2012.

## Spelarkarriär

### Leksands IF
Säsongen 2009/2010 spelade han med Dalarnas TV-pucken-lag och säsongen efter fick han en plats i Leksands IF:s A-lag i Hockeyallsvenskan. 2012 tog han guld med svenska U-20-landslaget i Junior-VM 2012 i Calgary. 2012 tog han även VM-silver med U-18-landslaget i Tjeckien, där han även utsågs till turneringens främste anfallare (Best Forward). Säsongen 2012/2013 var han med och spelade upp Leksands IF i Elitserien. Avancemanget säkrades 30 mars 2013, när laget besegrade Rögle BK med 3-1 på hemmaplan i Tegera Arena. 

### Washington Capitals
Forsberg draftades i NHL Entry Draft 2012 som nummer 11 av Washington Capitals. 3 april 2013 bytte dock Capitals bort rättigheterna för Filip Forsberg till Nashville Predators i utbyte mot Martin Erat och Michael Latta. Traden anses av många vara Capitals sämsta byteasaffär genom tiderna.

### Nashville Predators
Forsberg gjorde NHL-debut 15 april 2013, men första NHL-målet dröjde till 9 oktober samma år, då Forsberg blev en av Sveriges yngsta målskyttar i NHL.

## Statistik

### Klubbkarriär
| 2009–10    | Leksands IF         | J20        | —   | —   | —   | —   | —   | 5  | 0  | 0  | 0  | 0  |
| 2010–11    | Leksands IF         | J20        | 36  | 21  | 19  | 40  | 22  | —  | —  | —  | —  | —  |
| 2010–11    | Leksands IF         | Allsv      | 10  | 1   | 0   | 1   | 0   | 6  | 0  | 1  | 1  | 0  |
| 2011–12    | Leksands IF         | J20        | 6   | 0   | 1   | 1   | 2   | —  | —  | —  | —  | —  |
| 2011–12    | Leksands IF         | Allsv      | 43  | 8   | 9   | 17  | 33  | 10 | 2  | 1  | 3  | 0  |
| 2012–13    | Leksands IF         | Allsv      | 38  | 15  | 18  | 33  | 16  | 9  | 5  | 4  | 9  | 6  |
| 2012–13    | Nashville Predators | NHL        | 5   | 0   | 1   | 1   | 0   | —  | —  | —  | —  | —  |
| 2013–14    | Nashville Predators | NHL        | 13  | 1   | 4   | 5   | 4   | —  | —  | —  | —  | —  |
| 2013–14    | Milwaukee Admirals  | AHL        | 47  | 15  | 19  | 34  | 14  | 3  | 1  | 1  | 2  | 0  |
| 2014–15    | Nashville Predators | NHL        | 82  | 26  | 37  | 63  | 24  | 6  | 4  | 2  | 6  | 4  |
| 2015–16    | Nashville Predators | NHL        | 82  | 33  | 31  | 64  | 47  | 14 | 2  | 2  | 4  | 4  |
| 2016–17    | Nashville Predators | NHL        | 82  | 31  | 27  | 58  | 32  | 22 | 9  | 7  | 16 | 14 |
| 2017–18    | Nashville Predators | NHL        | 67  | 26  | 38  | 64  | 38  | 13 | 7  | 9  | 16 | 2  |
| 2018–19    | Nashville Predators | NHL        | 64  | 28  | 22  | 50  | 26  | 6  | 1  | 1  | 2  | 6  |
| 2019–20    | Nashville Predators | NHL        | 63  | 21  | 27  | 48  | 29  | 4  | 3  | 2  | 5  | 2  |
| 2020–21    | Nashville Predators | NHL        | 39  | 12  | 20  | 32  | 16  | 6  | 2  | 1  | 3  | 4  |
| NHL totalt | NHL totalt          | NHL totalt | 497 | 178 | 207 | 385 | 216 | 71 | 28 | 24 | 52 | 34 |

### Internationellt
| År            | Lag           | Turnering     |               | Matcher | Mål | Assist | Poäng | Utv |
| ------------- | ------------- | ------------- | ------------- | ------- | --- | ------ | ----- | --- |
| 2011          | Sverige       | U18-VM        | 6             | 4       | 2   | 6      | 2     |     |
| 2012          | Sverige       | JVM           | 6             | 0       | 1   | 1      | 2     |     |
| 2012          | Sverige       | JVM           | 6             | 5       | 2   | 7      | 6     |     |
| 2013          | Sverige       | JVM           | 6             | 3       | 2   | 5      | 0     |     |
| 2014          | Sverige       | JVM           | 7             | 4       | 8   | 12     | 2     |     |
| 2015          | Sverige       | VM            | 8             | 8       | 1   | 9      | 10    |     |
| 2018          | Sverige       | VM            | 4             | 2       | 1   | 3      | 0     |     |
| Junior Totalt | Junior Totalt | Junior Totalt | Junior Totalt | 31      | 16  | 15     | 31    | 12  |
| Senior Totalt | Senior Totalt | Senior Totalt | Senior Totalt | 12      | 10  | 2      | 12    | 10  |

## Meriter
| NHL                                          | NHL           |
| -------------------------------------------- | ------------- |
| Rookie of the Month                          | November 2014 |
| NHL All-Star Game                            | 2015          |
| All-Rookie Team                              | 2015          |
| Internationellt                              |               |
| World U-18 Best Forward                      | 2012          |
| World Junior Top Three Player on Team Sweden | 2013          |
| World Junior All-Star Team                   | 2013, 2014    |
| World Junior Best Forward                    | 2014          |
| World Junior MVP                             | 2014          |